# Таварая Сотацу
Таварая Сотацу (яп. 俵屋 宗達 Таварая Со:тацу, род. 1600 г. — ум. 1643 г.) — японский художник. Сотацу наиболее известен благодаря иллюстрациям к каллиграфическим работам Хонъами Коэцу (1558—1637),, а также ширмам, ставшими образами мастерства и источниками вдохновения для других художников и впоследствии вошедших в список Национальных сокровищ Японии, и иллюстрациям к Гэндзи моногатари. Таварая Сотацу стал изобретателем и популяризатором техники живописи тарасикоми, где второй слой туши или краски наносится на рисунок до высыхания первого.
Вместе с Хонъами Коэцу Таварая Сотацу стал основателем школы живописи Римпа. Римпа Rinpa не была «классической» школой в понимании этого слова, а скорее группой художников, на чьи работы существенное влияние оказало творчество Хонъами Коэцу и Таварая Сотацу.

## Жизнь и творчество

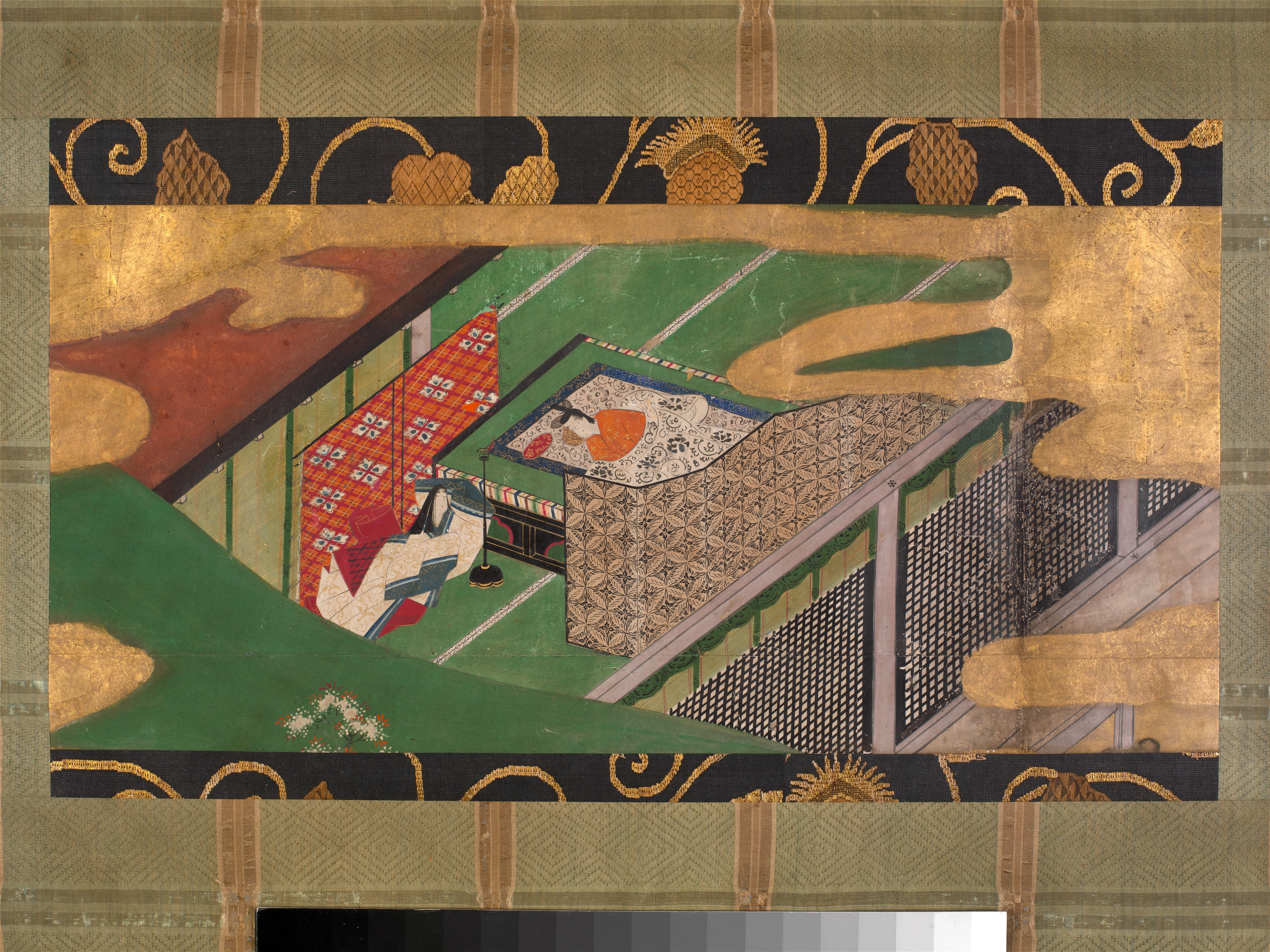
Иллюстрация к Гэндзи моногатари

Таварая Сотацу является относится к числу крупнейших японских мастеров XVII столетия, являясь одним из основателей художественной школы Римпа. Точная Дата рождения Таварая Сотацу не установлена, считается, что это примерно 1570 год, также как и место рождения. Художник Тани Бунтё (1763—1841) писал, что Сотацу родился в Ното и обучался живописи в Киото.
В 1602 семейство Таира наняло Таварая Сотацу для реставрации свитков XII века Хэйкэ нокё, хранившихся в святилище Ицукусима. Иллюстрации для этих свитков стали самыми ранними из известных работ Сотацу с подтверждённым авторством. Предполагается, что уже в это время с ним вместе работал и Хонъами Коэцу.
Первой официально подтверждённой совместной работой с Хонъами Коэцу (1558—1637) является работа над иллюстрациями к либретто для Но и книге Сагабон. Этот амбициозный проект по изданию классической японской книги с иллюстрациями был начат в 106 году под руководством Суминокуры Соана. Сотацу создавал рисунки, а Коэцу — каллиграфию.
Таварая Сотацу женился на двоюродной сестре Хонъами Коэцу. В Киото он открыл магазин под названием Таварая где продавал веера, ширмы, кукол и другие предметы декора. Сотацу разработал новую технику подачи цвета и линии, а также новую, популярную технологию живописи под названием тарасикоми, при которой одна из красок наносится на рисунке на другую, пока эта вторая остаётся ещё влажной. Ему принадлежит также открытие новой техники одноцветной живописи, при которой тушь заменяла краску.
В 1621 году Он работал над росписью дверей и ширм в храме Ёгэн-ин во время его реставрации по приказу супруги Токугавы Хидэтады, а в 1630 году получил звание хоккё (Мост Дхармы).
Обстоятельства смерти Сотацу не установлены; он умер приблизительно в 1640 году.

## Избранные произведения
Антология с журавлями (яп. 鶴図下絵和歌巻) — свиток, проиллюстрированный Сотацу с помощью серебряного и золотого пигментов и с каллиграфией Хонъами Коэцу. Работа создавалась между 1602 и 1620 годами, когда художники часто работали вместе.
Текст на свитке представляет собой отдельные стихотворения вака авторства тридцати шести бессмертных поэтов, по одному от каждого автора. Рисунок представляет собой различные изображения журавлей в разных позах. Современники и будущие исследователи творчества художника высоко оценили оригинальность и мастерство Сотацу. Свиток находится в собрании Национального музея Киото..

Антология с журавлями (детали)
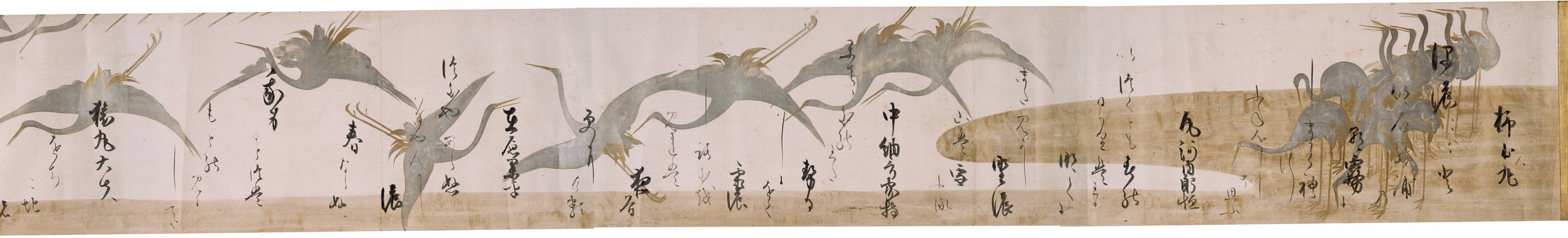
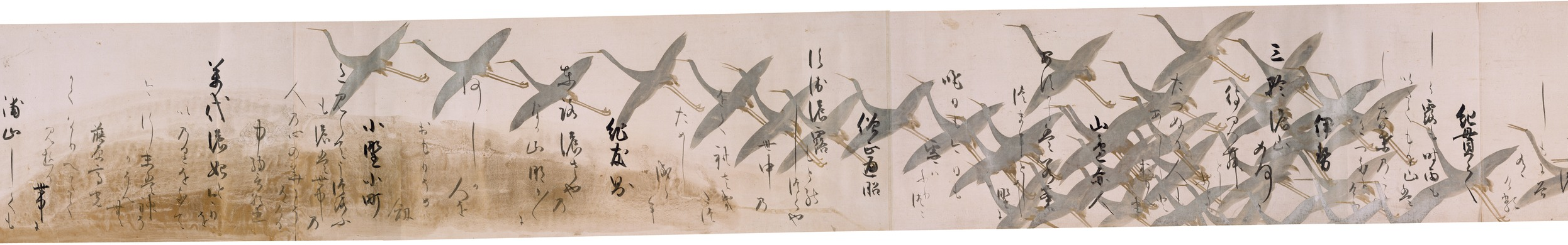

Бог ветра и бог грома (яп. 紙本金地著色風神雷神図) — двустворчатая ширма, созданная при помощи туши, красок и позолоченной бумаги. На ней изображены бог грома, молнии и грозы Райдзин и бог ветра Фудзин. Подписи и печати художника на ширме нет, но её авторство не оспаривается.
Работа стала символической для школы Римпа, поскольку два других выдающихся последователя этой школы — Огата Корин (1658—1716) и Сакаи Хоицу (1761—1828) в дань творчества Тавараи Сотацу создали свои репродукции этой ширмы. Все три работы впервые за 75 лет выставили вместе на публике в 2015 году на выставке в Токийском национальном музее, посвящённой школе Римпа.
Работа Тавараи Сотацу принадлежит храму Кэннин-дзи, но периодически выставляется в Национальном музее Киото. Ширма входит в список Национальных сокровищ Японии.

Бог ветра и бог грома
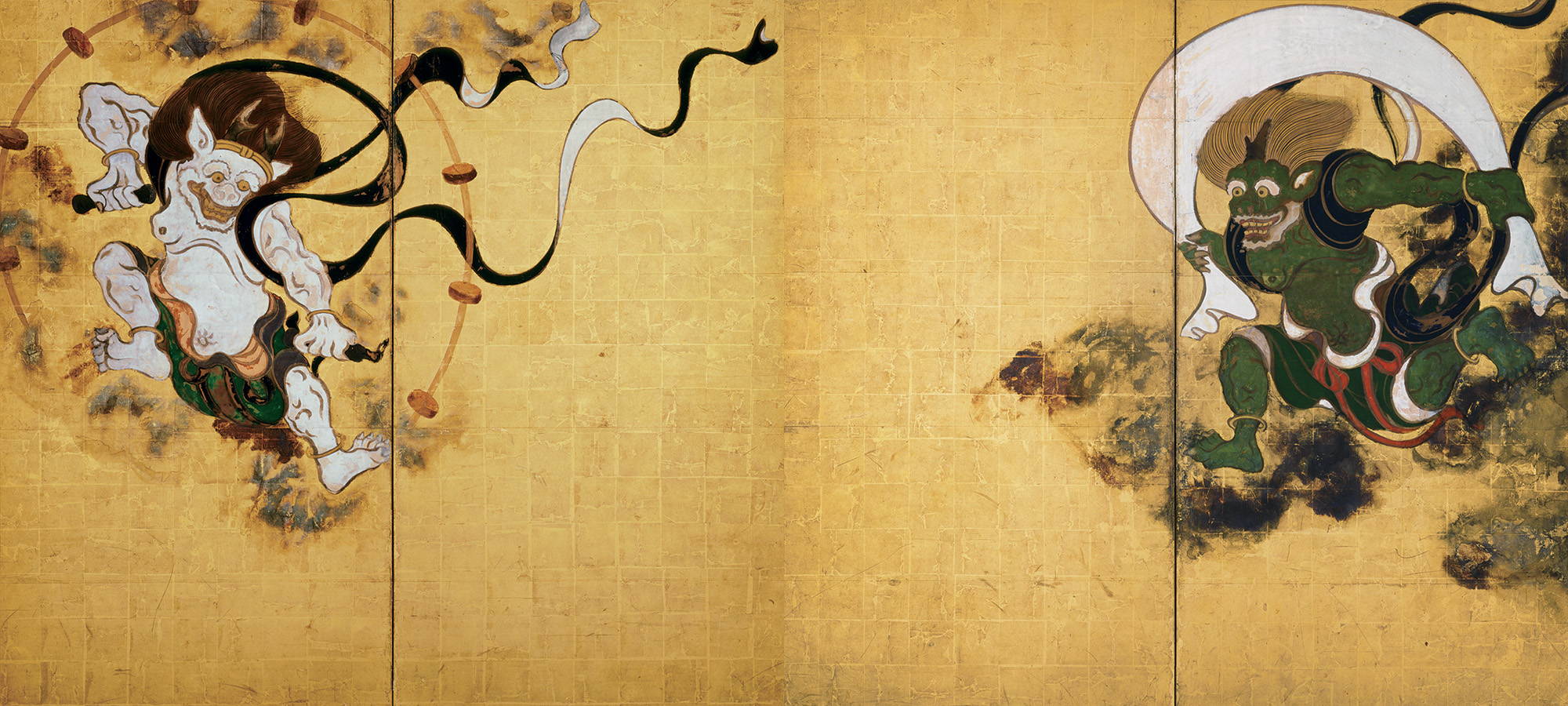

## Галерея

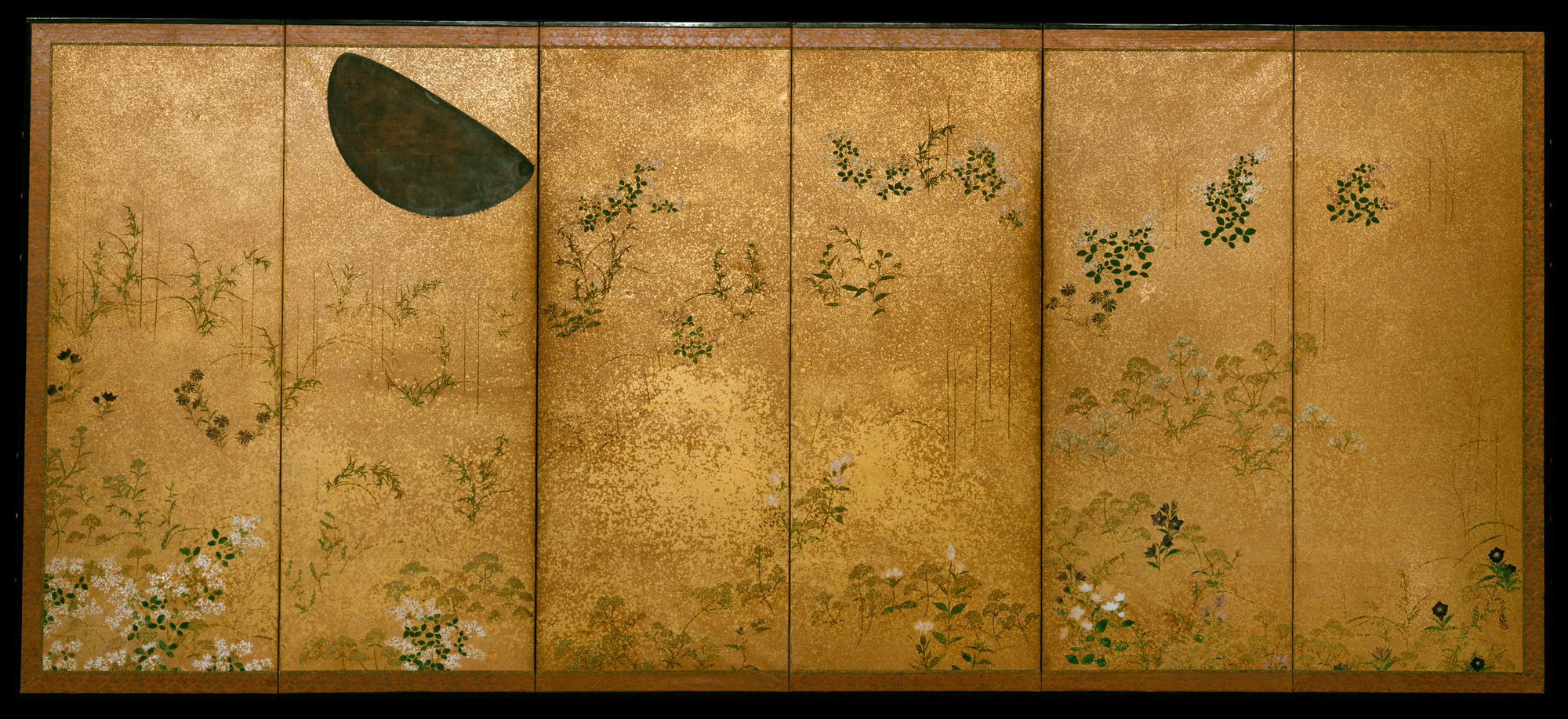
«Луна и осенние травы». Роспись на ширме
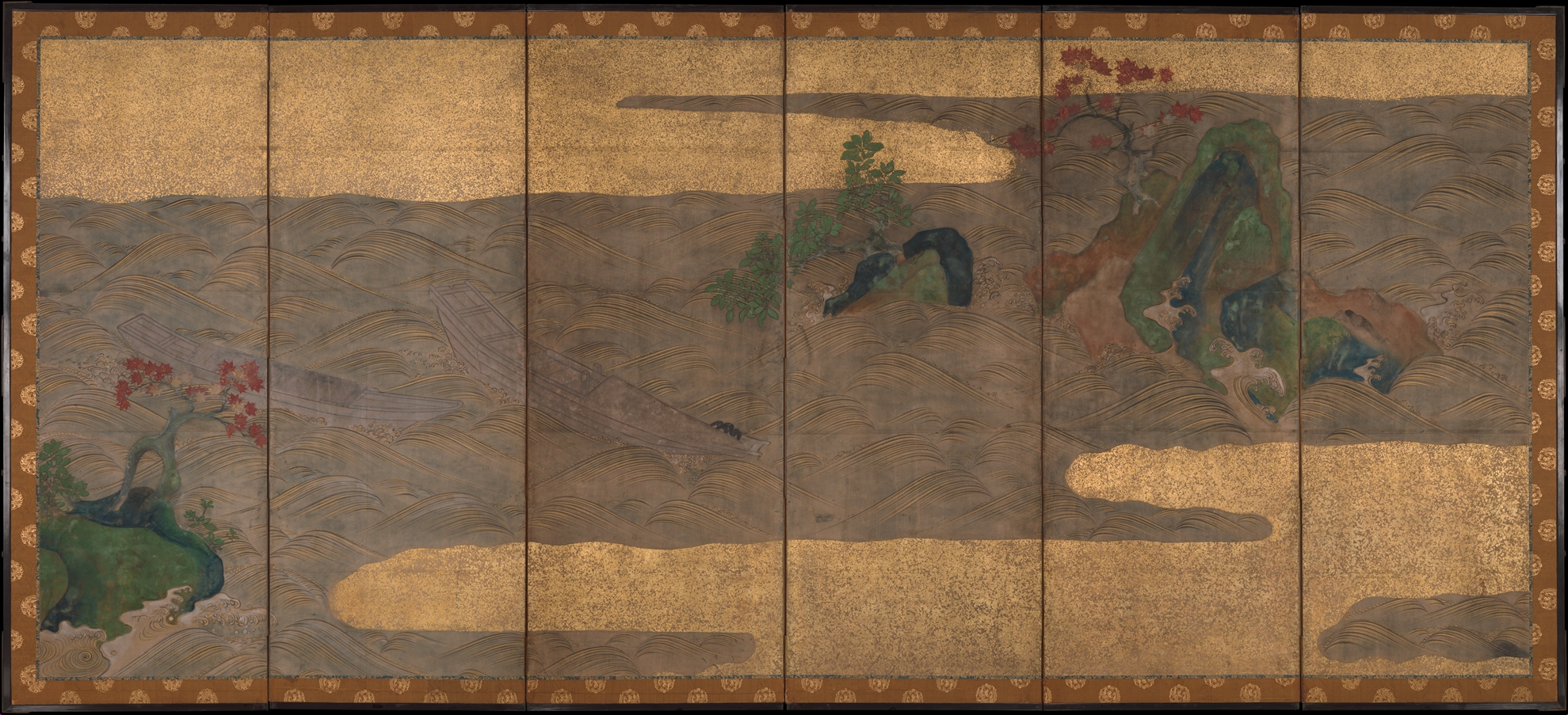
«Лодки на волнах». Роспись на ширме
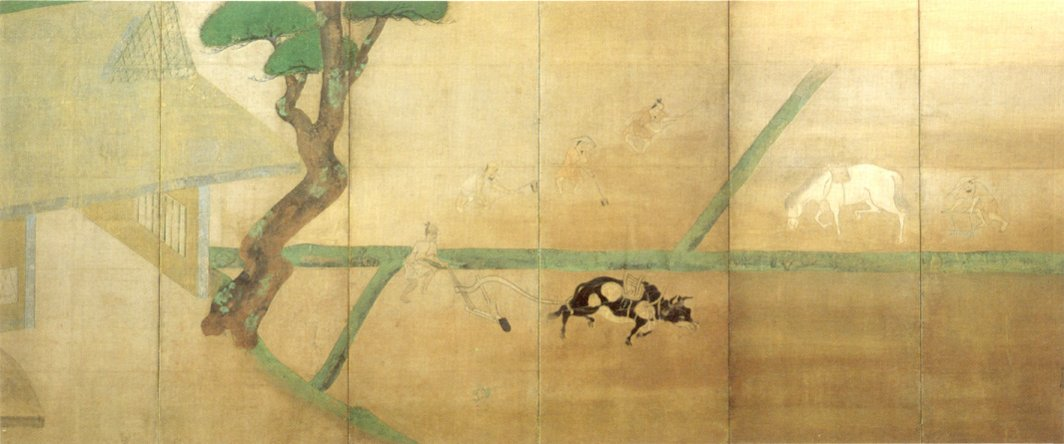
«Пахота», роспись на ширме, приписываемая художнику
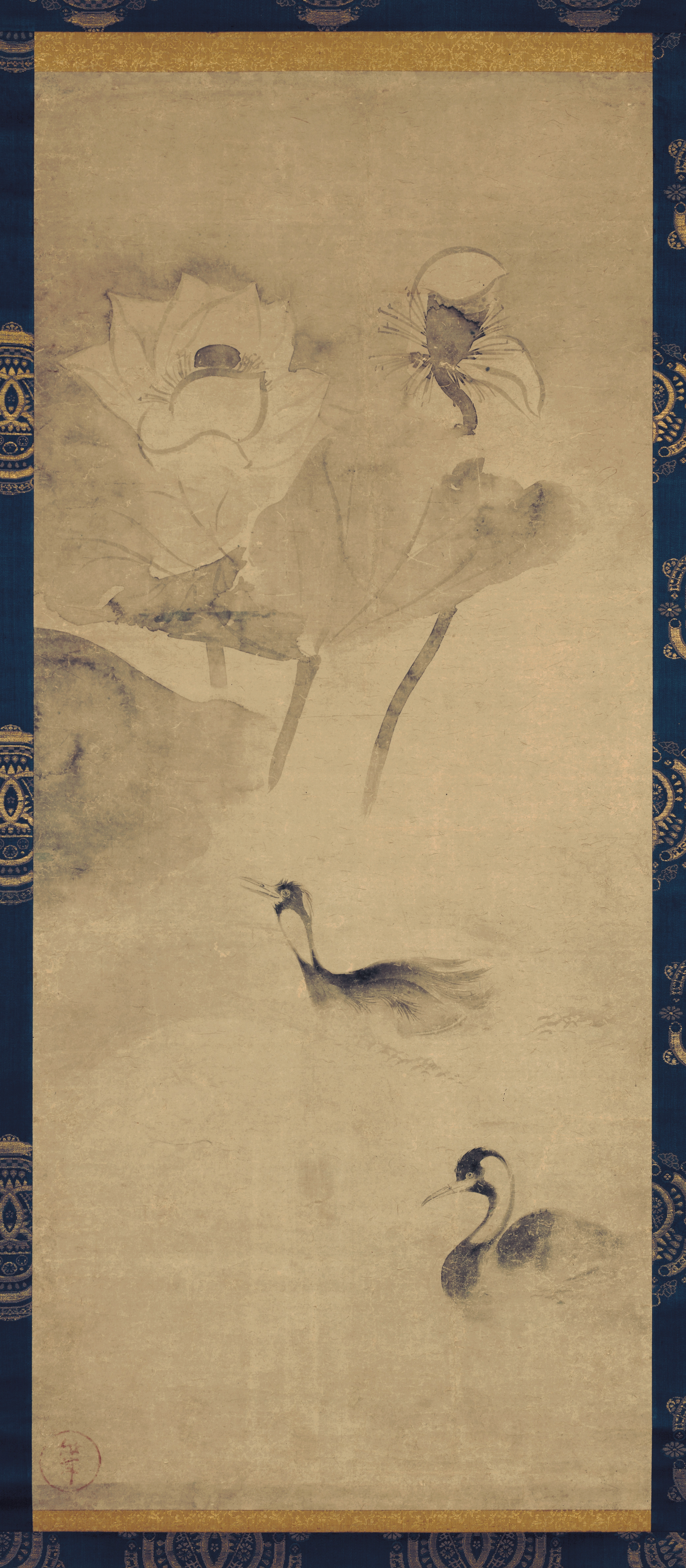
«Водоплавающие птицы на лотосовом пруду», чернильный рисунок
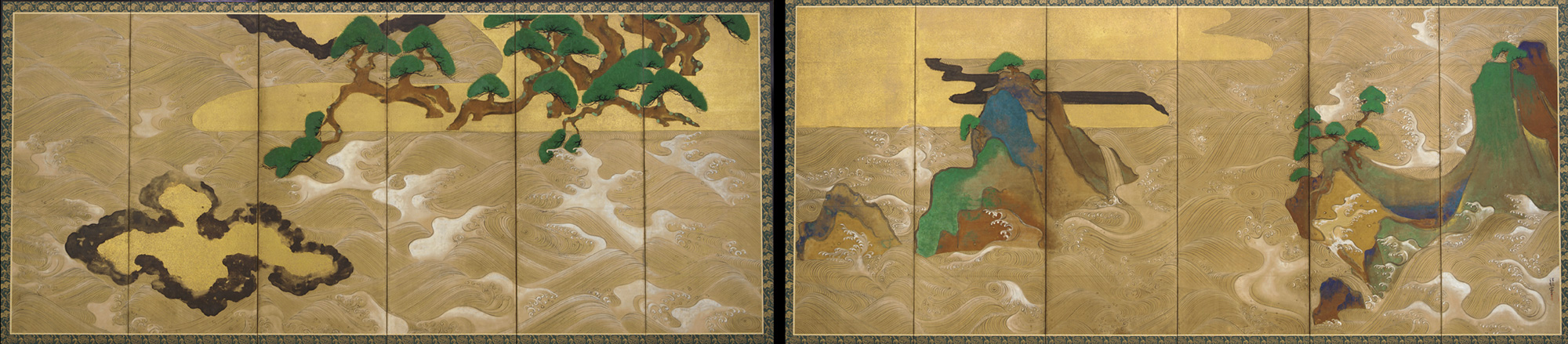
«Мацусима», роспись на ширме